# Pocinhos
Pocinhos este un oraș în Paraíba (PB), Brazilia.